# Schleswig (Iowa)
Schleswig – miasto w Stanach Zjednoczonych, w stanie Iowa, w hrabstwie Crawford. W 2000 roku liczyło 833 mieszkańców.